# Список катакомб Рима

## Катакомби
| Назва                                                                 | Розташування. Відвідування                                 | Особливості | Ілюстрація |
| --------------------------------------------------------------------- | ---------------------------------------------------------- | --- | ---------- |
| Катакомби святої Агнеси (італ. catacombe di S. Agnese)                | Via Nomentana 349. Відкриті для відвідування               | Християнські катакомби (III–IV ст.) під базилікою Сант-Аньєзе-фуорі-ле-Мура. Ці катакомби перебувають у відносно поганому стані, через те, що їх постійно відвідували протягом століть. Вирізняються великою кількістю написів.                                                                                 |            |
| Катакомби Ad clivum Cucumeris                                         | Viale Paroli                                               | |            |
| Катакомби Aproniano                                                   | Via Latina                                                 | |            |
| Катакомби Бальбіни (Balbina)/ на Via Ardeatina                        | Via Ardeatina                                              | Християнські катакомби |            |
| Катакомби св. Валентина                                               | Viale Pilsudski                                            | Християнські катакомби |            |
| Катакомби Прісцілли                                                   | Via Salaria                                                | Одні з найбільших катакомб Рима. Тут поховано сімох пап, зокрема святого Сільвестра I, а також збереглося одне з найстаріших зображень Діви Марії. |            |
| Катакомби на Віа Латіна (офіц. Catacomba di Dino Compagni)            | Via Latina                                                 | Християнські катакомби, відкрито в 1955 році, близько 400 захоронень. |            |
| Катакомби під вілла Торлонія                                          | Via Nomentana                                              | Юдейські катакомби III–V ст., випадково знайдені в 1918 році. У цих катакомбах, що виникли з гіпогею, частини каналу й інших підземних споруд, містяться не лише юдейські епітафії, проте більшість поховань є юдейськими. Ці поховання були відомі в середні віки під назвою «Campo dei Giudey» — «Поле юдеїв» |            |
| Катакомби Vigna Apolloni                                              | Via Casilina                                               | Юдейські катакомби |            |
| Катакомби Вінья Cimarra (Vigna)                                       | Via Appia                                                  | Юдейські катакомби |            |
| Катакомби Вінья Ранданіні (Vigna Randanini)                           | Via Appia Pignatelli 4                                     | Юдейські катакомби, відкриті в 1859 році. Перебувають у гарному стані. |            |
| Катакомби свв. Гордіана і Епімаха (Gordianus, Epimachus)              |                                                            | |            |
| Катакомби ad Decimum                                                  | Via Latina                                                 | Катакомби випадково відкриті в 1905 році, названі так за десятим мильовим каменем. Захоронення біля входу зазнали розорення. Археологічні розкопки розпочалися лише в 1912 році. Катакомби утворюють 5 галерей.                                                                                                 |            |
| Катакомби Дженероза (Generosa)                                        | Viale delle Catacombe di Generosa (Magliana)/Via Portuense | Християнські катакомби |            |
| Катакомби Santi Gordiano ed Epimaco                                   | Via Latina                                                 | |            |
| Катакомби святої Домітілли                                            | Via delle Sette Chiese 282/Via Ardeatina                   | Найбільші християнські катакомби Рима. |            |
| Катакомби «Duo Felices»                                               | Via Aurelia                                                | Походження назви катакомб невідоме, можливо, пов'язане з Феліксом II (355-58) і Феліксом I (269-74). |            |
| S. Ermete (Bassila)                                                   | Viale Paroli                                               | |            |
| Катакомби святого Іпполіта                                            | Via Tiburtina                                              | Християнські катакомби |            |
| Цеметерій Jordanorum ad S. Alexandrorum                               | Via Salaria                                                | |            |
| Катакомби святого Калеподія (Calepodius)                              | Via Aurelia/via del Casale di San Pio V                    | Зруйновані катакомби під Vigna Lamperini. Тут було поховано св. Юлія I (337-52). |            |
| Катакомби святого Калліста                                            | Via Appia 110                                              | Одні з найбільших християнських катакомб Рима II–IV ст. Безліч фресок і надписів цього періоду. |            |
| Катакомби San Castulo                                                 | Via Labicana                                               | |            |
| Катакомби святої Киріаки або святого Лаврентія                        | Piazza di San Lorenzo (via Tiburtina)                      | Християнські катакомби під Сан-Лоренцо-фуорі-ле-Мура. Колумбарій і ранньохристиянські фрески. |            |
| Катакомби святого Климента                                            | Via di San Giovanni di Laterano                            | Невеликі християнські катакомби (16 ніш у стінах) під церквою святого Климента V або VI ст., відкриті в 1938 році. |            |
| Катакомби святої Коммоділли                                           | Via della Sette Chiese/via Ostiensis                       | Християнські катакомби Коммоділли, матрони-християнки, на її володінні поховані мученики Фелікс і Адавкт. Просторі колись захоронення на сьогодні важкодоступні, фрески і написи майже не збереглися. |            |
| Santa Croce                                                           | Via Appia                                                  | |            |
| Цеметерій Maius                                                       | via Nomentana                                              | |            |
| Катакомби святих Марка і Марцелліана (або Дамасія)                    | Via Ardeatina                                              | |            |
| Катакомби свв. Марцелліна і Петра                                     | Via Casilina 643                                           | Також називалися «ad duos lauros» — «біля двох лаврів». Багаті християнські розписи III–IV ст., переважно циклу з життя Христа. |            |
| Катакомби Монтеверде (Monteverde)                                     | Via Portuense                                              | Юдейські катакомби |            |
| Катакомби св. Нікомеда                                                | via Nomentana                                              | Невеличкі християнські катакомби святого мученика Нікомеда, неподалік від Порта Пія. Босіо писав про ці захоронення, але лише в 1864 році їх заново відкрито. Грецькі епітафії і знаки. |            |
| Катакомби Novatianus                                                  | viale Regina Elena/via Tiburtina                           | |            |
| Катакомби святого Панкратія або Оттавілли (S. Pancrazio ed Ottavilla) | Piazza di San Pancrazio, 5d                                | Християнські катакомби під церквою Сан-Панкраціо. Підземні галереї зазнали розорення, через те, що катакомби залишалися відкритими, в тому числі в середні віки. |            |
| Катакомби святого Панфіла                                             | Via Salaria                                                | Християнські катакомби |            |
| Катакомби Ponziano 'ad ursum pileatum'                                | Via Portuense                                              | Християнські катакомби |            |
| Катакомби Претестата (Praetextatus)                                   | Via Appia Pignatelli 1                                     | Християнські катакомби, де поховані зокрема Св. Квірина і сотовариші св. Цицилії. |            |
| Катакомби Sts. Processus and Martinianus                              | Via Aurelia                                                | Християнські катакомби. Розташовані, можливо, також під віллою Памфіли і Vigna Pellegrini, над катакомбами збудовано базиліку святого Грегорія. Після XII ст. про захоронення забули. Галереї зовсім зруйновані.                                                                                                |            |
| Катакомби SS. Rufina e Seconda                                        |                                                            | Християнські катакомби |            |
| Катакомби Сатурніна                                                   |                                                            | Християнські катакомби |            |
| Катакомби святого Себастьяна                                          | Via Appia 132                                              | Християнські катакомби |            |
| Катакомби Тразона (або на Via Yser)                                   | Via Salaria                                                | Християнські катакомби |            |
| Катакомби святої Феліції (S. Felicita)                                | Via Salaria                                                | Християнські катакомби |            |
| Катакомби святої Фекли (Thekla)                                       | Via Laurentina/Via Ostiense                                | Християнські катакомби, відкриті в 1870 році, названі на честь святої Фекли. |            |
| Катакомби San Zotico                                                  |                                                            | Християнські катакомби |            |
| Катакомби Nunziatella                                                 |                                                            | Християнські |            |

## Гіпогеї
| Назва                                                | Розташування. Відвідування                                                                  | Особливості | Ілюстрація |
| ---------------------------------------------------- | ------------------------------------------------------------------------------------------- | --- | ---------- |
| Гіпогей Авреліїв (італ. Ipogeo degli Aureli)         | viale Manzoni Luzatti 2. Відвідування з дозволу Pontificia Commissione di Archeologia Sacra | Синкретичні катакомби першої половини III ст., відкриті в 1919 році. Гіпогей має два поверхи: на верхньому поверсі одно приміщення, на нижньому — два. Напольна мозаїка нижнього поверху присвячена чотирьом вільновідпущеникам роду Авреліїв, стіни прикрашені фресками із зображенням 12 апостолів, міфологічних тварин, Доброго пастиря. Фрески верхнього поверху зображають сцени з Вітхого Завіту і філософів. |            |
| Гіпогей Cacciatori                                   | Via Appia                                                                                   | |            |
| Гіпогей Casale dei pupazzi (або під Villa Schneider) | Via Appia                                                                                   | |            |
| Гіпогей Cava della rossa                             | Via Latina                                                                                  | |            |
| Гіпогей Via Paisiello                                |                                                                                             | Християнські |            |
| Гіпогей dei Cacciatori                               | Via Appia                                                                                   | Християнські |            |
| Гіпогей via Livenza                                  |                                                                                             | Християнські |            |
| Гіпогей Circo di Massenzio                           | Via Appia                                                                                   | |            |
| Гіпогей Trebius Justus                               |                                                                                             | Синкретичні катакомби |            |
| Гіпогей Вібії                                        | Via Appia 103                                                                               | Синкретичні захоронення з 8 окремих гіпогеїв на кількох рівнях на території вілли Казалі з чудовими фресками, із зображеннями зокрема Юпітера Сабатія, Гермеса Псіхопомпа. |            |

## Ресурси Інтернету
- Вікісховище має мультимедійні дані за темою: Катакомби Рима
- International Catacomb Society (англ.). Архів оригіналу за 20 березня 2012. Процитовано 29 листопада 2008.
- Catholic Encyclopedia. Early Roman Christian Cemeteries (англ.). Архів оригіналу за 20 березня 2012. Процитовано 13 лютого 2010.
- DeRossi, Giovanni Battista. Римські катакомби і пам’ятники первинного християнського мистецтва (Текст і зображення, 5 томів, 1864–1880 рр.). //La Roma sotterranea cristiana (італ.). Архів оригіналу за 20 серпня 2011. Процитовано 29 листопада 2008. {{cite web}}: Зовнішнє посилання в |work= (довідка)
- Jewish Encyclopedia. Catacombs (англ.). Архів оригіналу за 20 березня 2012. Процитовано 13 лютого 2010.
- Sotteranei di Roma. Список споруд. // Підземний Рим (італ.). Архів оригіналу за 20 березня 2012. Процитовано 29 листопада 2008.

## Виноски
1. ↑  Information for the Visit to the Catacombs
2. ↑  International Catacomb Society: Visiting the Jewish Catacomb in the Villa Torlonia. Архів оригіналу за 29 листопада 2010. Процитовано 10 липня 2015. [Архівовано 2010-11-29 у Wayback Machine.]
3. ↑  International Catacomb Society: Visiting the Jewish Catacomb on the Vigna Randanini. Архів оригіналу за 28 травня 2009. Процитовано 10 липня 2015. [Архівовано 2009-05-28 у Wayback Machine.]
4. ↑  Sotteranei di Roma
5. 1 2  Early Roman Christian Cemeteries — Catholic Encyclopedia — Catholic Online
6. ↑  Henze, Anton Kunstführer Rom. — Stuttgart: Reclam, 1994. — ISBN 3-15-010402-5. С. 115
7. ↑  Archeo Roma. Ipogeo degli Aureli